# August Konermann
August Konermann (* 24. Mai 1881 in Steinbeck bei Recke; † 15. April 1950 in Münster) war ein deutscher römisch-katholischer Pfarrer und Publizist. Als „Arbeiterpriester“ und Diözesanpräses der Katholischen Arbeiter Bewegung (KAB) des Bistums Münster ist er weit über dessen Grenzen hinaus bekannt geworden. Papst Pius XII. ernannte ihn 1943 zum Prälaten.

## Leben
August Konermann kam auf einem Bauernhof in dem kleinen Dorf Steinbeck zur Welt, wo er auch seine Kindheit verbrachte. Nach dem Studium der Theologie in Münster empfing er am 25. Mai 1907 im St.-Paulus-Dom in Münster durch Bischof Hermann Jakob Dingelstad die Priesterweihe. Konermann wirkte dann zwei Jahre lang als Rektor der Landwirtschaftlichen Winterschule in Ascheberg, vier Jahre lang als Vikar an der Aegidiikirche in Münster und anschließend acht Jahre lang als Kaplan an St. Marien in Ahlen, wo er auch Präses des größten KAB-Vereins war. Mit der dogmengeschichtlichen Studie Die Lehre von der Entstehung der Menschenseelen in der christlichen Literatur bis zum Konzil von Nizäa wurde er 1915 in Münster zum Doktor der Theologie promoviert. 
Wegen seiner Erfolge in der Arbeiterseelsorge ernannte ihn Bischof Johannes Poggenburg 1921 zum Diözesanpräses der KAB im Bistum Münster. In der Folge entwickelte sich der Diözesanverband Münster mit 65.000 Mitgliedern zum größten Deutschlands. Konermann war ständig unterwegs zu Versammlungen, Einkehrtagen und Kursen, um die kirchliche Soziallehre zu verbreiten und die Verbandsarbeit zu stärken. 
Dem aufkommenden Nationalsozialismus stand August Konermann ablehnend gegenüber, was sich nach der Machtergreifung 1933 und der folgenden Gleichschaltung, in deren Zuge auch die KAB-Vereine verboten und aufgelöst wurden, noch verstärkte. Zusammen mit dem Diözesanpräses von Paderborn, Heinrich Marx, veröffentlichte Konermann 1933 das Buch Brennende Fragen der Land- und Industrie-Seelsorge. Predigten und Vorträge für die Notzeit unseres Volkes, dem er  1935 Siegfried oder Christus. Predigten und Ansprachen für die Industrie- und Landseelsorge folgen ließ. Die neuen Machthaber beobachteten sein Wirken nun sehr genau. 1935 fing die Geheime Staatspolizei eine Postkarte an den Arbeitersekretär Josef Jakob (Fraktionsvorsitzender des Zentrums in Bocholt) ab, auf der Präses Konermann die Möglichkeit eines Massenaustritts der KAB-Mitglieder aus der NS-Einheitsorganisation Deutsche Arbeitsfront (DAF) andeutete. Daraufhin verhaftete die Gestapo Konermann am 8. September 1935 und sperrte ihn ins Staatspolizeigefängnis in Münster. Auf Vermittlung eines Geistlichen wurde er nach zehn Tagen aber wieder entlassen, jedoch aus dem Regierungsbezirk Münster ausgewiesen. Die Zeit seiner Verbannung verbrachte Konermann in Haste bei Osnabrück und im Marienstift in Vechta. Am 20. April 1936 konnte er nach Münster zurückkehren.
Das Zentrum seines dortigen Wirkens war das Kettelerheim, an dem er auch in den Jahren zuvor schon Kurse abgehalten hatte. 1937 vom Bischof zum Leiter des Exerzitienwerks berufen, entwickelte sich das Kettelerheim zu einem der größten Exerzitienhäuser. Dort trafen sich Zehntausende zu Einkehr und Besinnung. Mit dem Beginn des Zweiten Weltkriegs wurde es jedoch geschlossen und von der Wehrmacht beschlagnahmt. 
Sein Wirken für die Arbeiterbewegung und seine Haltung gegenüber dem NS-Regime bewogen Papst Pius XII. dazu, August Konermann 1943 zu seinem Hausprälaten zu ernennen. Die Auszeichnung überbrachte ihm Bischof Clemens August Graf von Galen. 
Nach Kriegsende ging Prälat Konermann mit viel Energie daran, die Arbeiterbewegung wieder aufzubauen. Auf seine Initiative hin kam es auch zur Neugründung des KAB-Diözesanverbands. 1948 war er Mitbegründer des Gottfried-Könzgen-Heimes in Haltern am See.
Auch den Wiederaufbau des im Krieg zerstörten Kettelerheimes trieb er voran. Bei einer Besichtigung der Baufortschritte erlitt Prälat Dr. August Konermann jedoch einen tragischen Unfall, an dessen Folgen er am 15. April 1950 starb. Seine Beerdigung auf dem Steinbecker Friedhof vier Tage später gestaltete sich zu einer eindrucksvollen Demonstration der kirchlichen Arbeiterbewegung. Unter der gewaltigen Zahl der Trauernden befanden sich einige Tausend KAB-Männer mit 150 KAB-Bannern, 98 Priester und auch Weihbischof Heinrich Roleff. Das Grabmal des im Münsterland unvergessenen Arbeiterpriesters schuf der Bildhauer Joseph Krautwald aus Rheine.
Zu Ehren von Prälat Konermann wurde 1968 der alte Teil des Christophorushauses in Münster in Dr.-Konermann-Heim umbenannt. In Steinbeck erinnert die Prälat-Konermann-Straße an ihn.

## Schriften
- Die Lehre von der Entstehung der Menschenseelen in der christlichen Literatur bis zum Konzil von Nizäa. Eine dogmengeschichtliche Studie, Dissertation, Münster 1915
- als Herausgeber: Exerzitien und Exerzitienorganisation. Aufgaben moderner Seelsorge. Vorträge, (2. Auflage), Einsiedeln 1925
- als Herausgeber: Die religiöse und sittliche Lage der Industrie-Massen und ihre kirchliche Erfassung. Wochen des Friedens; Haus- und Kapellen-Mission. Vorträge und Predigt-Material, Münster 1928
- als Herausgeber zusammen mit Heinrich Marx: Brennende Fragen der Land- und Industrie-Seelsorge. Predigten und Vorträge für die Notzeit unseres Volkes, Münster 1933
- als Herausgeber: Siegfried oder Christus. Predigten und Ansprachen für die Industrie- und Landseelsorge, Münster 1935
- Männerpredigten über religiöse Grundfragen, Würzburg 1941
- Predigten und Ansprachen an die Männerwelt, Münster 1947
- Kernfragen der modernen Landseelsorge. Ständische Seelsorge und religiöses Brauchtum auf dem Lande, Münster 1950